# Venerus

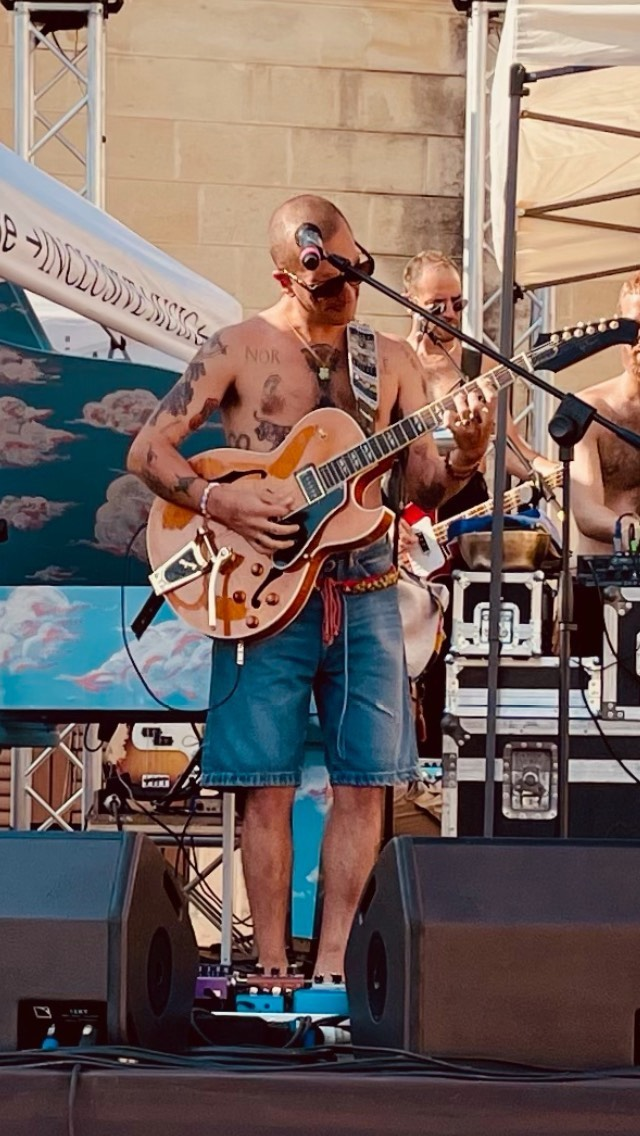
Venerus (2021)

Venerus (* 4. Dezember 1992 als Andrea Venerus in Mailand) ist ein italienischer Musiker.

## Karriere
Venerus zog mit 8 Jahren nach London, wo er mehrere Jahre lang lebte und die dortige Musikszene erkundete. Nach seiner Rückkehr nach Italien blieb er in Rom und nahm dort eigene Musik auf. 2018 veröffentlichte er beim unabhängigen Label Asian Fake seine ersten Singles und die EP A che punto è la notte. Außerdem arbeitete er im erfolgreichen Lied Senza di me mit den Rappern Franco126 und Gemitaiz zusammen. 2018 begann Venerus auch seine Zusammenarbeit mit dem Produzenten Mace. Nach weiteren Erfahrungen mit Duetten, als Songwriter und als Produzent veröffentlichte er 2021 bei Sony das Album Magica musica.

## Diskografie

### Studioalben
| Jahr | Titel Musiklabel   | Höchstplatzierung, Gesamtwochen, AuszeichnungChartsChartplatzierungen (Jahr, Titel, Musiklabel, Platzierungen, Wochen, Auszeichnungen, Anmerkungen) | Anmerkungen                                               |
| Jahr | Titel Musiklabel   | IT | Anmerkungen                                               |
| ---- | ------------------ | --- | --------------------------------------------------------- |
| 2021 | Magica musica Sony | IT4 Gold · (11 Wo.)IT | Erstveröffentlichung: 19. Februar 2021 Verkäufe: + 25.000 |
| 2023 | Il Segreto Sony    | IT17 (1 Wo.)IT | Erstveröffentlichung: 9. Juni 2023                        |

### EPs
- 2019: Love Anthem

### Singles
| Jahr | Titel Album                      | Höchstplatzierung, Gesamtwochen, AuszeichnungChartsChartplatzierungen (Jahr, Titel, Album, Platzierungen, Wochen, Auszeichnungen, Anmerkungen) | Anmerkungen                                                                                     |
| Jahr | Titel Album                      | IT | Anmerkungen                                                                                     |
| --- | -------------------------------- | --- | ----------------------------------------------------------------------------------------------- |
| 2018 | Senza di me QVC8                 | IT9 ×3Dreifachplatin · (26 Wo.)IT | Erstveröffentlichung: 21. Dezember 2018 Verkäufe: + 300.000; Gemitaiz feat. Venerus & Franco126 |
| 2021 | Ogni pensiero vola Magica musica | IT81 (1 Wo.)IT | Erstveröffentlichung: 22. Januar 2021 mit Mace                                                  |
| Folgende Lieder erschienen nicht als Single, wurden aber durch das Album zum Download und Streaming bereitgestellt und konnten somit eine Platzierung erlangen: |                                  | |                                                                                                 |
| |                                  | |                                                                                                 |
| 2019 | Che ore sono Scatola nera        | IT18 (2 Wo.)IT | Gemitaiz & MadMan feat. Venerus                                                                 |
| 2021 | Dal tramonto all’alba OBE        | IT12 Gold · (2 Wo.)IT | Verkäufe: + 50.000; mit Mace & Gemitaiz                                                         |
| 2021 | Colpa tua OBE                    | IT13 Gold · (2 Wo.)IT | Verkäufe: + 50.000; mit Mace & Guè                                                              |
| 2021 | Non vivo più sulla terra OBE     | IT19 (2 Wo.)IT | mit Mace & Rkomi                                                                                |
| 2021 | Senza fiato OBE                  | IT43 (2 Wo.)IT | mit Mace feat. Joan Thiele                                                                      |
| 2021 | Casa nuova Solo tutto            | IT23 (2 Wo.)IT | Massimo Pericolo & Crookers feat. Venerus                                                       |
| 2021 | Guerriero Milano soprano         | IT63 (1 Wo.)IT | Don Joe feat. Marracash & Venerus                                                               |
| 2022 | Ogni volta Eclissi               | IT73 (1 Wo.)IT | mit Gemitaiz                                                                                    |

Weitere Lieder mit Auszeichnungen
- 2019: Love Anthem No.1 (mit Mace, IT: Gold, Verkäufe: + 35.000)

## Belege
1. ↑  Mattia Marzi: Un antifenomeno piombato sulla scena pop. In: Rockol.it. 27. Februar 2021, abgerufen am 3. Dezember 2022 (italienisch).
2. ↑  Alben von Venerus. In: Italiancharts.com. Hung Medien, abgerufen am 3. Dezember 2022.
3. 1 2 3 4  Certificazioni. FIMI, abgerufen am 19. September 2023 (italienisch).
4. ↑  Archivio Top Singoli. FIMI, abgerufen am 19. September 2023.

| Personendaten    | Personendaten                 |
| ---------------- | ----------------------------- |
| NAME             | Venerus                       |
| ALTERNATIVNAMEN  | Venerus, Andrea (Geburtsname) |
| KURZBESCHREIBUNG | italienischer Musiker         |
| GEBURTSDATUM     | 4. Dezember 1992              |
| GEBURTSORT       | Mailand                       |